# 擬青石斑魚
擬青石斑魚（学名：Epinephelus fasciatomaculosus），又稱斑带石斑鱼，又名石斑、過魚、罔仔、竹節鱠，为輻鰭魚綱鱸形目鱸亞目鮨科石斑鱼属的鱼类，俗名拟青石斑鱼，棲息深度可達20公尺，體長可達30公分。分布于西太平洋區，從日本南部至婆羅洲沙勞越海域，棲息在珊瑚礁區，屬肉食性，以魚類、甲殼類、軟體動物等為食，可做為食用魚。